# Rid of Me
Rid of Me – drugi album studyjny PJ Harvey.
W 2003 album został sklasyfikowany na 405. miejscu listy 500 albumów wszech czasów magazynu Rolling Stone.

## Lista utworów
1. "Rid of Me" – 4:28
2. "Missed" – 4:25
3. "Legs" – 3:40
4. "Rub 'til It Bleeds" – 5:03
5. "Hook" – 3:57
6. "Man-Size Sextet" – 2:18
7. "Highway 61 Revisited" (Bob Dylan) – 2:57
8. "50ft Queenie" – 2:23
9. "Yuri-G" – 3:28
10. "Man-Size" – 3:16
11. "Dry" – 3:23
12. "Me-Jane" – 2:42
13. "Snake" – 1:36
14. "Ecstasy" – 4:26